# Siniša Hajdaš Dončić
Siniša Hajdaš Dončić (ur. 29 czerwca 1974 w Zaboku) – chorwacki polityk, ekonomista i samorządowiec, parlamentarzysta, od 2012 do 2016 minister spraw morskich, transportu i infrastruktury, od 2024 przewodniczący Socjaldemokratycznej Partii Chorwacji.

## Życiorys
Z wykształcenia ekonomista, w 1999 ukończył studia na Uniwersytecie w Zagrzebiu. W 2002 uzyskał magisterium na tej samej uczelni, a w 2012 doktoryzował się na Uniwersytecie w Splicie. Pracował w prywatnym przedsiębiorstwie i jako wykładowca ekonomii. Od 2002 do 2006 był dyrektorem departamentu ds. gospodarki, rolnictwa, turystyki i służb miejskich w administracji żupanii krapińsko-zagorskiej, następnie do 2009 kierował regionalną agencją rozwoju.
W 2005 wstąpił do Socjaldemokratycznej Partii Chorwacji. W 2009 stanął na czele struktur tej partii w żupanii. W tym samym roku został żupanem, funkcję tę pełnił do 2012.
W wyborach w 2011 z ramienia SDP uzyskał mandat posła do Zgromadzenia Chorwackiego, jednak zawiesił jego wykonywanie. W kwietniu 2012 objął urząd ministra spraw morskich, transportu i infrastruktury w rządzie Zorana Milanovicia. W 2015 ponownie został wybrany do chorwackiego parlamentu. W styczniu 2016 zakończył pełnienie funkcji rządowej. W wyborach w 2016, 2020 i 2024 z powodzeniem ubiegał się o poselską reelekcję.
We wrześniu 2024 został nowym przewodniczącym SDP.